# Afairiguana
Afairiguana es un género extinto de lagarto conocido a partir de un esqueleto casi completo y articulado descubierto en rocas de la Formación Green River de Wyoming, Estados Unidos. Como se establece en su descripción inicial, el esqueleto representa el iguaniano más antiguo conocido del Hemisferio Occidental, y es el más antiguo representante de una familia de iguanianos modernos: Polychrotidae, el grupo de los anolis.

## Descripción
Afairiguana está basado en el holotipo FMNH PR 2379, un esqueleto recolectado de la localidad Warfield Springs del Miembro Fossil Butte de la Formación Green River. Fue descrito en 2007 por Jack Conrad, Olivier Rieppel y Lance Grande. La especie tipo es A. avius. El nombre del género es una combinación de la palabra del griego antiguo para abstracto (afairo) e iguana, mientras que el nombre de la especie se deriva del término latino que significa perdido (avius), refiriéndose a la distancia geográfica de la especie con respecto a otros policrótidos.
FMNH PR 2379 está básicamente completo, incluyendo algunos elementos cartilaginosos, pero está algo degradado. El esqueleto se encuentra articulado y está preservado en un bloque de caliza, del cual se encuentra expuesta la zona ventral. Se puede distinguir de otros iguanianos por detalles del cráneo y de la mandíbula inferior, la forma de las costillas, y la localización de los planos de autotomía en las vértebras de la cola (las características que permiten la separación de la cola). Era un animal pequeño, con fémures que no llegaban a alcanzar los 2 centímetros de longitud. Conrad et al. desarrollaron un análisis filogenético y encontraron que Afairiguana era un iguaniano policrótido. Con su descripción, se ha convertido tanto en el más antiguo iguaniano conocido del Hemisferio occidental conocido de restos razonablemente completos como el más antiguo representante de una familia viva de iguanianos.

## Paleoecología
Afairiguana es uno de los varios lagartos conocidos del Miembro Fossil Butte de la Formación Green River. Esta unidad geológica representa parte de un lago fósil, el más pequeño y de más corta vida de los tres sistemas de lagos prehistóricos que componen la Formación Green River. Los sedimentos del lago incluyen ceniza volcánica que data de hace 51.66 millones de años, durante el Eoceno Inferior. La localidad Warfield Springs puede haber sido parte de un sistema de delta. Los fósiles son abundantes en las rocas del lago fósil, e ilustran una diversa colección de plantas, bivalvos, caracoles, crustáceos, insectos, rayas, peces óseos, salamandras, tortugas, lagartos, serpientes, crocodilianos, aves y mamíferos.